# Савелич, Ниша
Ниша Савелич (серб. Ниша Савељић; род. 27 марта 1970, Титоград) — черногорский футболист, игравший в защите.

## Клубная карьера
Карьеру начал в 1988 году в столичном клубе «Будучност». В 1993 году перешёл в «Хайдук» из Кулы, сыграв за клуб 46 матчей. В 1995 году на два сезона перешёл в белградский «Партизан». С 1997 по 2005 года играл во Франции (за исключением аренды в 2001 году в «Партизане»): «Бордо» (1997—2001), «Сошо» (2001—2003), «Бастия» (2003—2004), «Генгам» (2004) и «Истр» (2004—2005). Завершил карьеру в сезоне 2005/06 в белградском «Партизане».

## Карьера за сборную
Дебют за сборную Югославии состоялся 31 января 1995 года в матче Кубка Карлсберга против сборной Гонконга (3:1). Савелич был включен в состав сборной на Чемпионат мира 1998 во Франции (сыграл только в матче 1/8 финала против Нидерландов, заменя на 78-й минуте Синишу Михайловича) и на Чемпионат Европы 2000 в Бельгии и Нидерландов (сыграл в трёх из четырёх матчей сборной на турнире). После Чемпионата Европы завершил международную карьеру.
Всего Ниша за сборную провёл 32 матча и забил 1 гол.

### Гол за сборную
| Дата           | Место                                   | Соперник | Счет | Результат | Соревнование      |
| -------------- | --------------------------------------- | -------- | ---- | --------- | ----------------- |
| 15 ноября 1995 | Эстадио Текнолохико, Монтеррей, Мексика | Мексика  | 1–4  | 1–4       | Товарищеский матч |

### Статистика за сборную
| Сборная Югославии | Сборная Югославии | Сборная Югославии |
| Год               | Матчи             | Голы              |
| ----------------- | ----------------- | ----------------- |
| 1995              | 5                 | 1                 |
| 1996              | 5                 | 0                 |
| 1997              | 5                 | 0                 |
| 1998              | 7                 | 0                 |
| 1999              | 3                 | 0                 |
| 2000              | 7                 | 0                 |
| Итог              | 32                | 1                 |